# Gravidez intersticial
Uma gravidez intersticial é uma gravidez ectópica uterina; a gravidez está localizada fora da cavidade uterina, naquela parte da trompa de falópio que penetra a camada muscular do útero. O termo gravidez cornual às vezes é usado como sinônimo, mas permanece ambíguo, pois também é aplicado para indicar a presença de uma gravidez localizada dentro da cavidade em um dos dois "cornos" superiores de um útero bicorno. Gravidezes intersticiais apresentam uma mortalidade maior que as gravidezes ectópicas em geral.

## Anatomia
A parte da trompa de falópio que está localizada na parede uterina e conecta o restante da trompa à cavidade endometrial é chamada de parte "intersticial", daí o termo "gravidez intersticial"; tem de 1 a 2 cm de comprimento e 0,7 cm de largura. Seus limites são a abertura (óstio) da trompa para a cavidade endometrial dentro do útero e, lateralmente, o segmento estreito visível da trompa. A área é bem suprida pela artéria de Sampson, que se conecta tanto à artéria uterina quanto às artérias ovarianas. Cercada pelo músculo uterino (miométrio), pode expandir-se significativamente quando abriga uma gravidez.
Gravidezes intersticiais podem ser confundidas com gravidezes angulares; estas últimas, no entanto, estão localizadas dentro da cavidade endometrial, no canto onde a trompa se conecta; tipicamente essas gestações são viáveis, embora uma alta taxa de aborto espontâneo tenha sido relatada. Uma gravidez localizada ao lado da seção intersticial, lateralmente, é uma gravidez tubária ístmica.
A definição de gravidez ectópica é uma gravidez fora da cavidade uterina, não fora do útero, já que a gravidez intersticial ainda é uma gravidez uterina.

## Diagnóstico
O diagnóstico precoce é importante e hoje facilitado pelo uso da ultrassonografia e pela dosagem quantitativa da gonadotrofina coriônica humana (hCG). Como em outros casos de gravidez ectópica, os fatores de risco são: gravidez tubária anterior, tratamento por FIV, cirurgia tubária e histórico de infecção sexual.
Sintomas típicos de uma gravidez intersticial são os sinais clássicos da gravidez ectópica, ou seja, dor abdominal e sangramento vaginal. Choque hemorrágico é encontrado em quase um quarto dos pacientes; isso explica a taxa relativamente alta de mortalidade.
Em pacientes grávidas, a ultrassonografia é o principal método de diagnóstico, mesmo quando não apresentam sintomas. A escassez de miométrio ao redor do saco gestacional é diagnóstica, enquanto, em contraste, a gravidez angular apresenta pelo menos 5 mm de miométrio em todos os seus lados. Os critérios ultrassonográficos para o diagnóstico incluem cavidade uterina vazia, saco gestacional separado da cavidade uterina e adelgaçamento do miométrio de menos de 5 mm ao redor do saco gestacional; tipicamente observa-se o sinal da linha intersticial — uma linha ecogênica da cavidade endometrial até o canto próximo à massa gestacional. A ressonância magnética pode ser usada, particularmente quando é importante distinguir entre uma gravidez intersticial e uma angular.
Em média, a idade gestacional na apresentação é de cerca de 7 a 8 semanas. Em uma série de 2007, 22% dos pacientes apresentaram ruptura e choque hemorrágico, enquanto um terço era assintomático; o restante apresentava dor abdominal e/ou sangramento vaginal. Casos não diagnosticados até a cirurgia mostram uma protrusão assimétrica no canto superior do útero.

## Tratamento
A escolha do tratamento é amplamente ditada pela situação clínica. Uma gravidez intersticial rota é uma emergência médica que requer intervenção cirúrgica imediata, seja por laparoscopia ou laparotomia, para parar o sangramento e remover a gravidez.
Métodos cirúrgicos para remover a gravidez incluem evacuação cornual, incisão do corno com remoção da gravidez (cornuostomia), ressecção da área cornual ou uma ressecção em cunha do corno, tipicamente combinada com uma salpingectomia ipsilateral e histerectomia. Devido à vascularização da região intersticial, particularmente durante a gravidez, a perda sanguínea durante a cirurgia pode ser substancial. No pós-operatório, pacientes submetidas à terapia cirúrgica conservadora correm risco de desenvolver uma gravidez ectópica persistente devido à presença de tecido trofoblástico profundamente implantado sobrevivente; assim, o monitoramento dos níveis de hCG é indicado até que se tornem indetectáveis.
Em pacientes com gravidez intersticial assintomática, o metotrexato tem sido usado com sucesso; entretanto, essa abordagem pode falhar e resultar em ruptura cornual da gravidez. A embolização da artéria uterina seletiva tem sido realizada com sucesso no tratamento de gravidezes intersticiais.

## Gravidezes subsequentes
Pacientes com gravidez ectópica geralmente apresentam risco maior de recorrência; entretanto, não há dados específicos para pacientes com gravidez intersticial. Quando uma nova gravidez é diagnosticada, é importante monitorá-la por meio de ultrassonografia transvaginal para assegurar que esteja adequadamente localizada e que a área reparada cirurgicamente permaneça intacta. A cesariana é recomendada para evitar a ruptura uterina durante o parto.

## Epidemiologia
As gravidezes intersticiais representam 2–4% de todas as gravidezes tubárias, ou de 1 em 2.500 a 5.000 nascimentos vivos. Aproximadamente uma em cada cinquenta mulheres com gravidez intersticial morre. Pacientes com gravidez intersticial apresentam uma taxa de mortalidade sete vezes maior que aquelas com gravidezes ectópicas em geral. Com o crescente uso das tecnologias de reprodução assistida, a incidência de gravidez intersticial está aumentando.